# Generali Deutschland Krankenversicherung
Die Generali Deutschland Krankenversicherung AG mit Sitz in München ist eine private Krankenversicherung. Sie wurde bereits 1913 als Aktiengesellschaft gegründet und zählt zu den größten privaten Krankenversicherungen in Deutschland. Sie gehört zur Generali Deutschland, dem zweitgrößten Erstversicherer in Deutschland.

## Geschäftstätigkeit
Die Generali Deutschland Krankenversicherung bietet Vollversicherungen, Zusatzversicherungen und Betriebliche Krankenversicherungen an. Heute hat die Generali Deutschland Krankenversicherung rund 300.000 vollversicherte Kunden. Vertriebspartner der Generali Deutschland Krankenversicherung ist die Deutsche Vermögensberatung. Vorstandsvorsitzender ist seit 2023 Uli Rothaufe. Über die Schwestergesellschaft Envivas Krankenversicherung ist die Generali Deutschland Krankenversicherung Kooperationspartner der Techniker Krankenkasse.

## Geschichte
Die ehemalige Central Krankenversicherung Aktiengesellschaft wurde am 1. Oktober 1913 als Aktiengesellschaft in Köln gegründet. Mit 16 Zweigstellen wurde der Geschäftsbetrieb am 1. Oktober 1915 aufgenommen. Knapp ein Jahr später bezogen die Mitarbeiter die Central-Hauptverwaltung am Kölner Hansaring 42, die bis Juni 2020 Stammsitz des Unternehmens war. Mitte der 1920er-Jahre erlebte die Central ihren ersten Boom: Viele Bürger, die bis dahin die Arztkosten aus eigener Tasche zahlten und auf eine Krankenversicherung verzichtet hatten, verarmten durch die Inflation und strömten in die privaten Krankenversicherungen. Diese Entwicklung brach mit dem Zweiten Weltkrieg zusammen. Nach 1945 begann der Wiederaufbau. Das Jahr 1964 war dabei entscheidend, da mit der Einführung des IBM 1401 die computergestützte Textverarbeitung Einzug in die Verwaltung hielt.
Durch die Öffnung der gesetzlichen Krankenversicherung für Angestellte, deren Einkommen über der Versicherungspflichtgrenze lag (im Jahr 1971) und die Einführung der Pflichtversicherung für Landwirte (1972) verlor die Central rund 220.000 Versicherte. 1971 erwarb die Aachener und Münchener Gruppe die Aktienmehrheit an der Central. Im Jahr 1975 gewann die Central die Deutsche Vermögensberatung AG (DVAG) als Vertriebspartner. Allein in den Jahren von 1987 bis 1997 verdoppelte sich die Anzahl der Versicherten von rund 556.000 auf 1,1 Millionen. Dass der Versichertenbestand 1997 erstmals die Millionengrenze überstieg, lag auch an der Fusion mit der Saarbrücker Krankenversicherungs-Aktiengesellschaft (SAVAG). Der Marktanteil der Central stieg von 3,9 % (1987) auf 5,1 % im Jahr 1997. 1998 übernahm die Assicurazioni Generali die Mehrheitsbeteiligung an der Aachener und Münchener Beteiligungs AG und verschmolz 2000 die Generali Krankenversicherung AG mit der Central.
Als einer der ersten privaten Krankenversicherer bot das Unternehmen seit August 2011 sogenannte Einsteigertarife im Neugeschäft nicht mehr an und fokussierte sich auf Tarife, die einen hochwertigen Versicherungsschutz boten. 2012 positionierte sich die Central auch vertrieblich neu: Die eigene Vertriebsorganisation wurde geschlossen und das Neugeschäft mit Maklern eingestellt. Die Deutsche Vermögensberatung übernahm den Vertrieb.
Durch Inkrafttreten des Pflege-Neuausrichtungs-Gesetzes rückte das Thema Pflege 2013 in den Fokus. Als einer der ersten Versicherer bot die Central im Januar einen staatlich geförderten Pflege-Tarif an und komplettierte ihn mit einem Ergänzungstarif.
Im Jahr 2018 ging aus der Central eine neue Geschäftseinheit für Gesundheitsservices hervor: die Generali Health Solutions (GHS). Die GHS ist ein Anbieter für nachweislich wirksame Gesundheitsprogramme, die in Unternehmen, Versicherungen und anderen Institutionen eingesetzt werden können.
Im Rahmen des sogenannten One-Company-Modells von Generali wurde zum 27. Juni 2020 die Central Krankenversicherung Aktiengesellschaft in Generali Deutschland Krankenversicherung AG umfirmiert und der Sitz von Köln nach München verlegt. Damit ging eine Markenkonsolidierung von AachenMünchener und Central auf den einheitlichen Markennamen Generali einher.